# مورغان غروث
مورغان غروث (بالإنجليزية: Morgan Groth)‏ هو منافس ألعاب قوى أمريكي، ولد في 31 أغسطس 1943 في مارتينز في الولايات المتحدة.

## وصلات خارجية
- مورغان غروث على موقع أوليمبيديا (الإنجليزية)